# Lecaniobius cockerellii
Lecaniobius cockerellii är en stekelart som beskrevs av William Harris Ashmead 1896. Lecaniobius cockerellii ingår i släktet Lecaniobius och familjen hoppglanssteklar. Inga underarter finns listade i Catalogue of Life.